# Греббер, Питер де
Питер Франс де Греббер (нидерл. Pieter Fransz de Grebber; около 1600, Харлем, Северная Голландия — между 24 сентября 1652 и 29 января 1653, Харлем) — голландский живописец исторического жанра, портретист, рисовальщик-орнаменталист и гравёр академического направления. Художник Золотого века голландской живописи. Член большой семьи рисовальщиков, гравёров и ювелиров.

## Биография
Питер де Греббер происходил из католической художественной семьи, он был старшим сыном Франса Питера де Греббера Старшего (1573—1649), мастера живописи исторического жанра и мастерицы-вышивальщицы кружев. Первые уроки живописи получил у отца, работал в его мастерской, затем поступил в обучение к живописцу и гравёру Хендрику Гольциусу в основанной им 1587 году Харлемской академии художеств.
Отец Питера работал в мастерской Питера Пауля Рубенса, и молодой художник в 1618 году сопровождал отца в Антверпен, где познакомился с великим фламандским мастером.
Питер был близок кругу поэтов и музыкантов, он дружил со священником и музыковедом Яном Альбертсом. Харлемский композитор Корнелис Падбрюэ положил на музыку одно из стихотворений Питера де Греббера. Питер не был женат и жил в Харлемском бегинаже (обители бегинок) с 1634 года до своей смерти. У него был брат Альберт, который также занимался живописью, как и его сестра Мария, тёща живописца Габриеля Метсю.
Питер де Греббер плодотворно работал в родном городе с 1621 до 1652 год. Побывал в Дании, кроме того, был в Делфте (1638) и Гааге (1638, 1646, 1648, 1650). Состоял членом харлемской Гильдии Святого Луки.
Художник скончался в харлемской обители бегинок, оставив после себя множество картин, рисунков и несколько офортов на исторические и мифологические сюжеты.

## Творчество
Питер де Греббер вместе с Саломоном де Браем считается одним из основателей школы так называемого «харлемского классицизма», характерными чертами которого являются использование светлых тонов и чёткой, ясной композиции. В творчестве де Греббера ощутимо влияние Рубенса и Рембрандта, хотя его собственный стиль оставался уникальным.
Ранние работы художника датированы 1622 годом («Мать и ребёнок», «Милосердие»). В 1620-х годах под влиянием Франса Халса и утрехтских караваджистов Питер де Греббер создал несколько портретов музыкантов. Он также является автором одного из портретов Рембрандта.
Питер де Греббер был преуспевающим человеком в Харлеме. Он писал алтарные картины для католических церквей Южных Нидерландов и тайных церквей Республики. Помимо исторических картин, он написал ещё около двадцати портретов, в том числе священников; Питер де Греббер также оставил после себя множество рисунков и несколько гравюр. Наконец, он разработал как минимум один картон для шпалеры и роспись потолка.
В 1649 году Питер де Греббер написал трактат под названием «Правила, которые должен соблюдать хороший художник и мастер рисования» (Regulen welcke by een goet Schilder en Teyckenaar geobserveert en achtervolght moeten werden). В трактате перечислялись одиннадцать правил, которые «должен соблюдать хороший художник-классицист». Хотя художники-классицисты не присягали таким правилам, они, тем не менее, соблюдались. Почти все «правила» взяты из маньеристской «Книги о художниках» Карела ван Мандера (1604), в которой живопись исторического жанра была представлена в качестве высшей ступени искусства.
В 1628 году живописец написал картины «Благотворительность» и «Иаков, Рахиль и Лия» для Дома милосердия в Харлеме. Два года спустя по заказу городского магистрата он создал картон для шпалеры «Вручение меча для герба города Харлема», а затем и одноимённое живописное произведение. В 1637 году Питер написал картину «Елисей отказывается от даров Неемана» для Дома прокажённых в Харлеме. Де Греббер работал для нескольких королевских дворцов принадлежащих городскому главе Фредерику Хендрику, для алтарей фламандских церквей: «Воскрешение Лазаря» (1623), «Вознесение Марии» (1648) и «Тайные церкви» (1633). Также сохранилось около двадцати портретов нескольких видных католических священников. Значительная часть картин мастера находится в собрании Харлемской ратуши.
Среди его учеников были Эгберт ван Хемскерк (1634—1704) и английский живописец Питер Лели (1618—1678).

## Галерея

Отдых на пути в Египет. Бумага, тушь, кисть. Национальный музей изобразительных искусств, Стокгольм
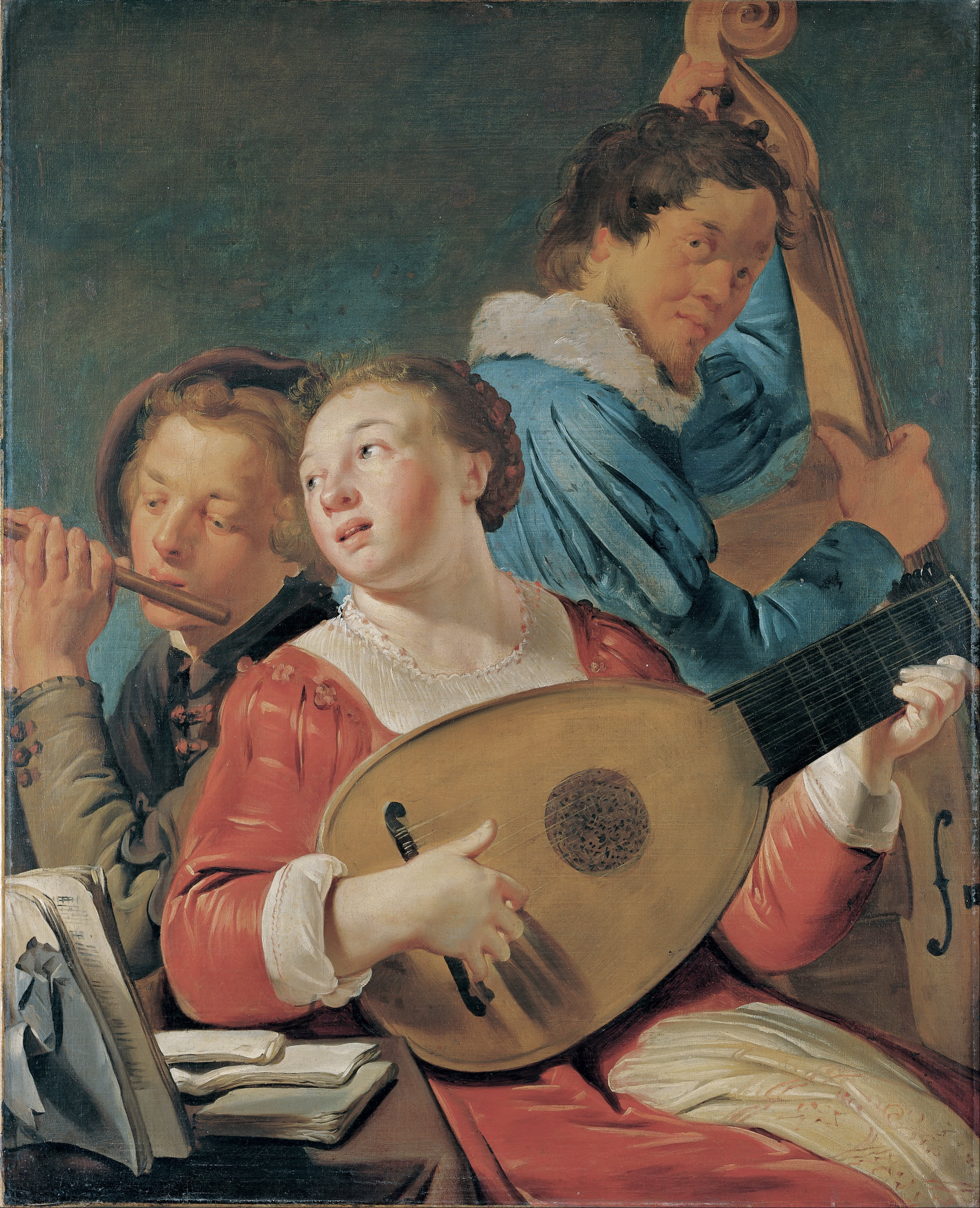
Музыканты. Между 1620 и 1623. Холст, масло. Музей изобразительных искусств, Бильбао, Испания
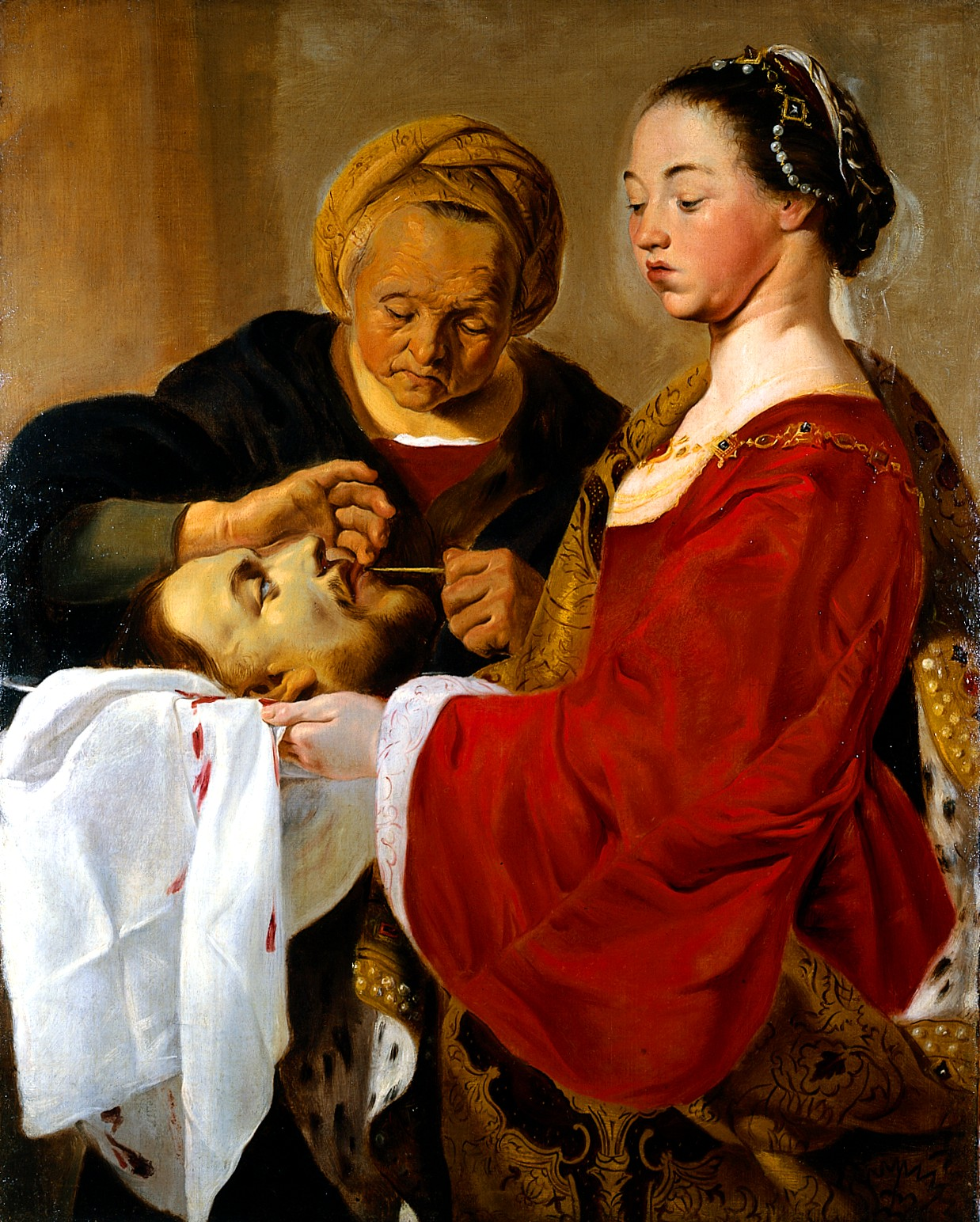
Иродиада калечит голову святого Иоанна Крестителя, которую держит Саломея. Wellcome Collection, Лондон
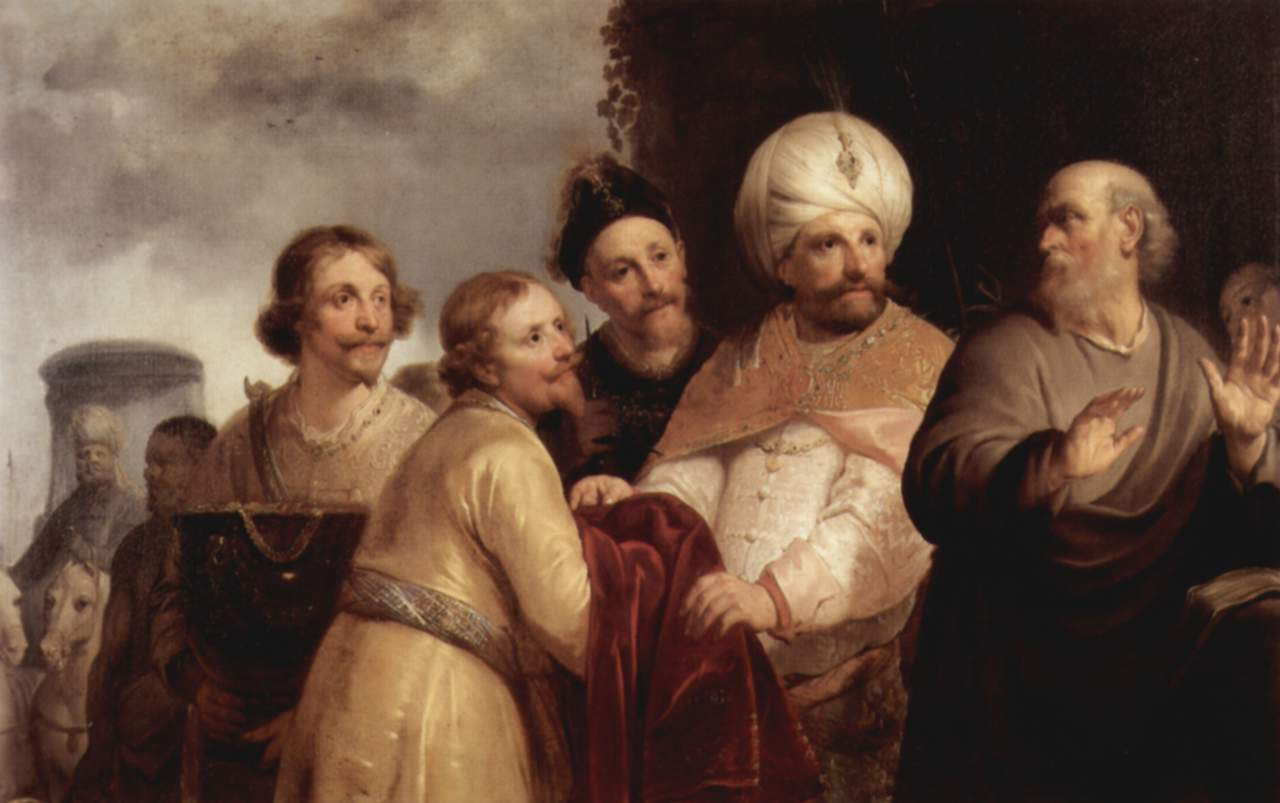
Елисей Елисей отказывается от даров Неемана. 1637. Холст, масло. Музей Франса Халса, Харлем
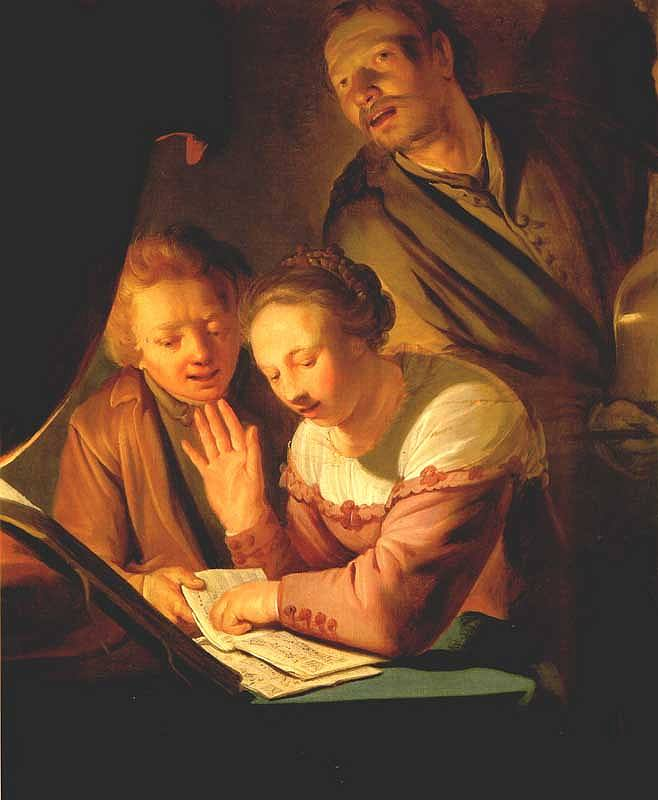
Трио музыкантов. 1623. Холст, масло. Частное собрание
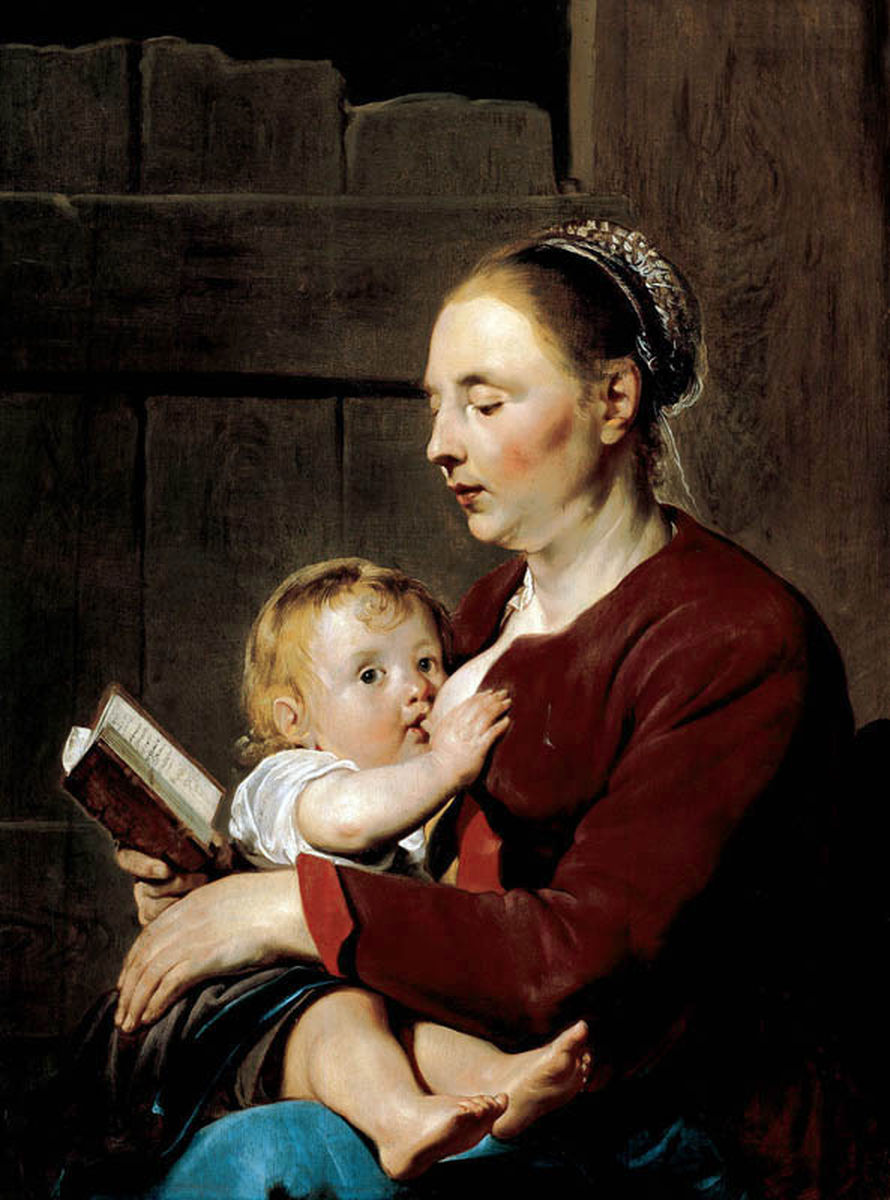
Мать и дитя. 1622. Дерево, масло. Музей Франса Халса, Харлем
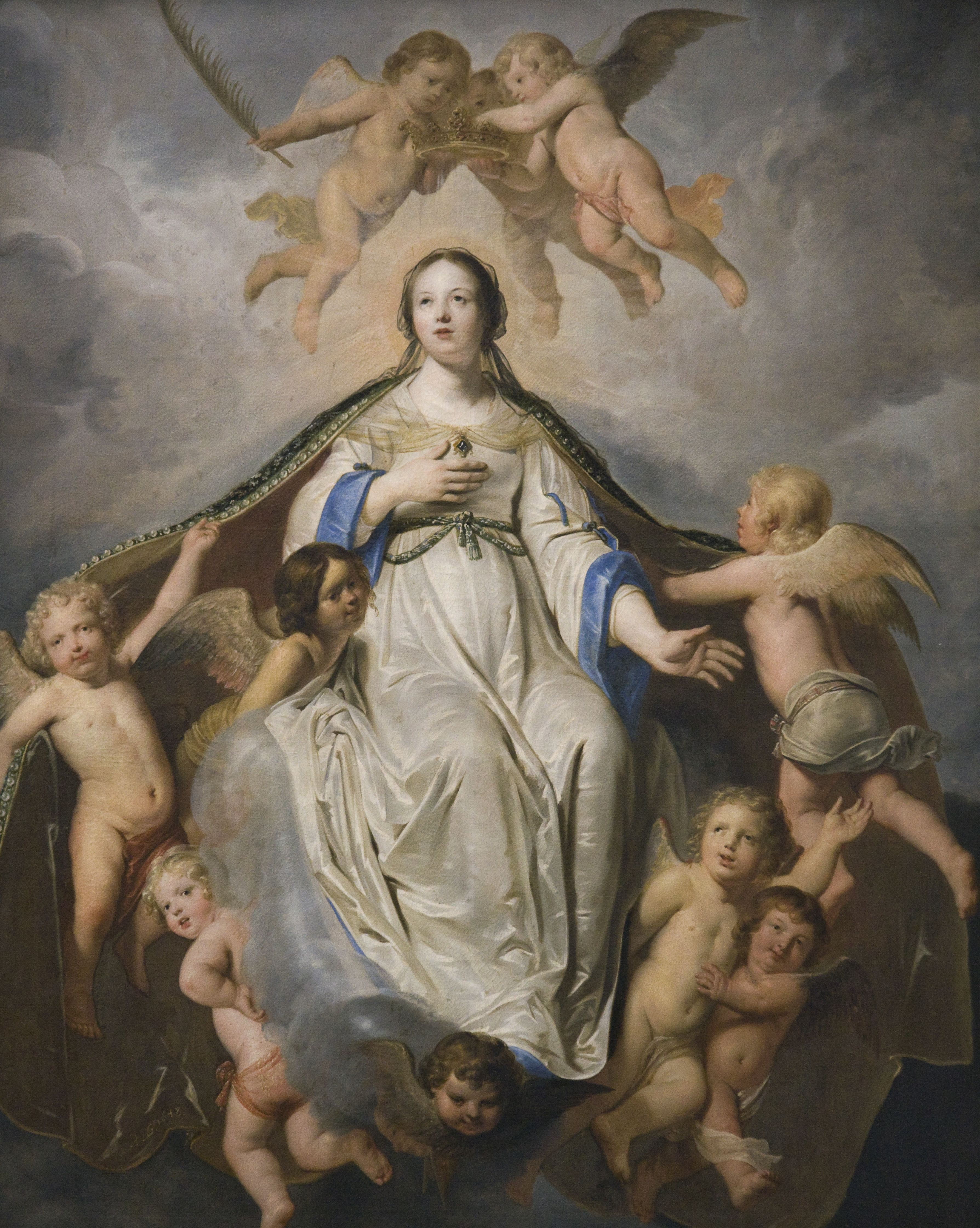
Ассунта (Вознесение Марии). 1648. Холст, масло. Музей изящных искусств, Гент
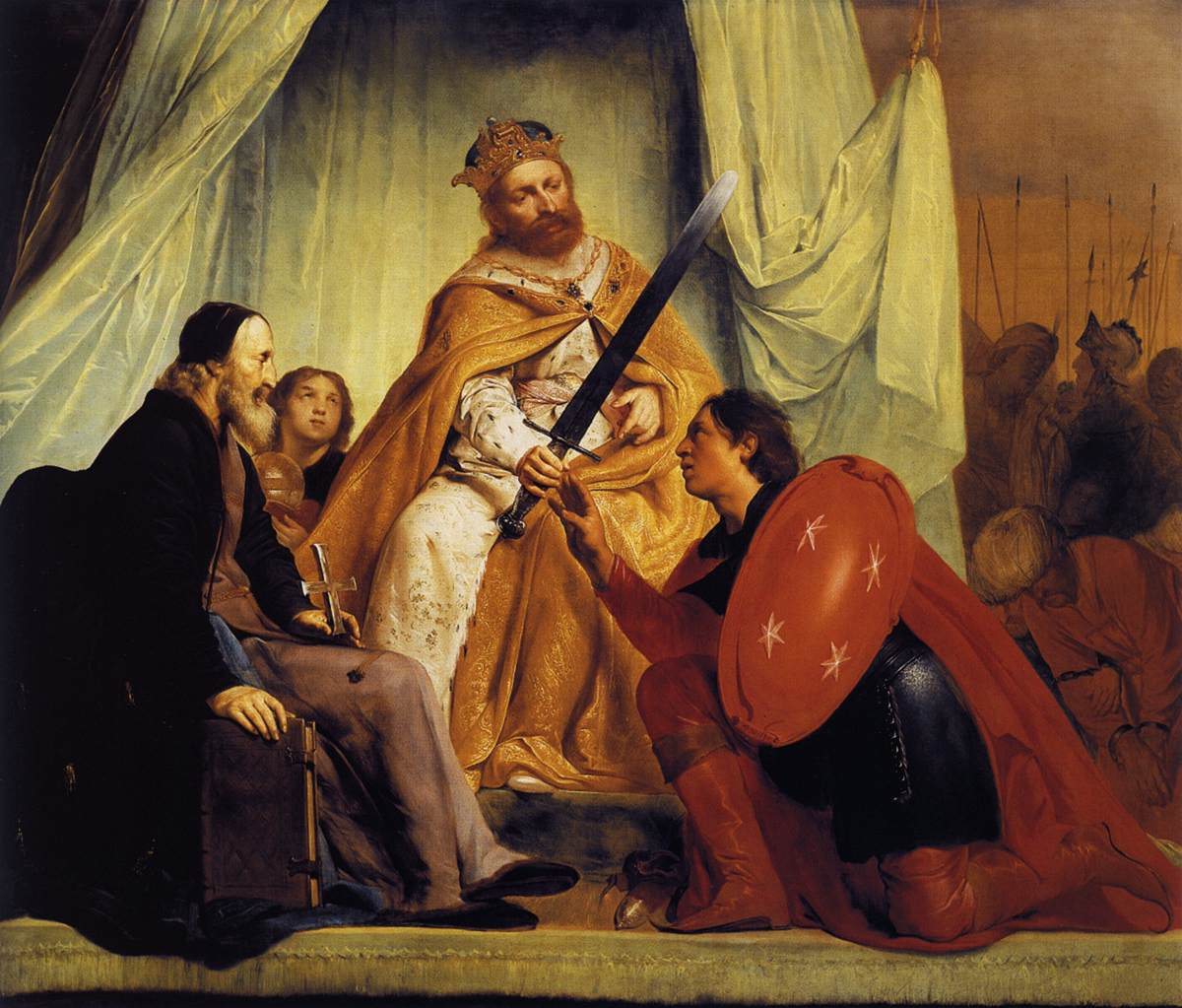
Фридрих Барбаросса награждает город Харлем мечом для герба. 1630. Холст, масло. Городская Ратуша, Харлем